# 터펜스 미들턴
터펀스 미들턴(Tuppence Middleton, 영어 발음: /ˈtʌpəns/, 1987년 2월 21일 ~ )은 잉글랜드의 배우이다.

## 출연작

### 텔레비전
- 신드바드 (2012)
- 전쟁과 평화 (2016)
- 센스8 (2015-18)

### 영화
- 주피터 어센딩 (2015)
- 커런트 워 (2017) - 메리 에디슨 역
- 다운튼 애비 (2019)